# I. e. 380
Évszázadok: i. e. 5. század – i. e. 4. század – i. e. 3. század
Évtizedek: i. e. 430-as évek – i. e. 420-as évek – i. e. 410-es évek – i. e. 400-as évek – i. e. 390-es évek – i. e. 380-as évek – i. e. 370-es évek – i. e. 360-as évek – i. e. 350-es évek – i. e. 340-es évek – i. e. 330-as évek
Évek: i. e. 385 – i. e. 384 – i. e. 383 – i. e. 382 –  i. e. 381 – i. e. 380 – i. e. 379 – i. e. 378 – i. e. 377 – i. e. 376 – i. e. 375

## Események

### Egyiptom
- Hakórisz fáraó meghal. Fia, II. Nefaarud követi a trónon, de Nahtnebef egy éven belül megdönti a hatalmát és megalapítja a XXX. dinasztiát.
- Athén perzsa nyomásra hazahívja Egyiptomból Khabriaszt, aki zsoldosként nagy segítséget jelentett az egyiptomiaknak a perzsák elleni harcukban.

### Görögország
- I. Ageszipoliszt I. Kleombrotosz váltja Spárta élén.

### Itália
- Rómában consuli jogkörű katonai tribunusok: Lucius Valerius Potitus Poplicola, Servius Cornelius Maluginensis, Gaius Sulpicius Peticus, Gnaeus Sergius Fidenas Coxo, Lucius Papirius Mugillanus, Publius Valerius Potitus Poplicola, Licinius Menenius Lanatus, Lucius Aemilius Mamercinus és Tiberius Papirius Crassus.

- Háború tör ki Róma és Praeneste között, azonban Rómában lázongás kezdődik, a tribunusok és a plebejusok megakadályozzák a sorozást. A praenesteiek eközben feldúlják a város környékét és már a falakhoz közelítenek. Titus Quinctius Cincinnatust dictatorrá választják, aki Alliánál legyőzi az ellenséget és megszáll öt velük szövetséges várost. Praeneste megadja magát. Quinctius diadalmenetet tart, melynek során Rómába viszi a Praenestei Jupiter-templom istenszobrát.

## Kultúra
- Véget ér a görög művészet ún. gazdag stílusú korszaka.

## Születések
- III. Dareiosz, perzsa király (hozzávetőleges dátum)
- Menaikhmosz, görög matematikus
- Pütheasz, görög hajós, felfedező (hozzávetőleges dátum)

## Halálozások
- I. Ageszipolisz spártai király
- Küthérai Philoxenosz, görög költő
- Hakórisz egyiptomi fáraó
- II. Nefaarud, egyiptomi fáraó (Hakórisz fia)

## Fordítás
- Ez a szócikk részben vagy egészben  a(z)   380 BC című angol Wikipédia-szócikk ezen változatának fordításán alapul.  Az eredeti cikk szerkesztőit annak laptörténete sorolja fel. Ez a jelzés csupán a megfogalmazás eredetét és a szerzői jogokat jelzi, nem szolgál a cikkben szereplő információk forrásmegjelöléseként.